# Спрингфилд Тандербёрдс
«Спри́нгфилд Та́ндербёрдс» (англ. Springfield Thunderbirds) — профессиональный хоккейный клуб из АХЛ, вступивший в лигу в сезоне 2016-17. Базируется в городе Спрингфилд, штат Массачусетс, США. Домашние игры проводит в «Массмьючуал-центре», вмещающем в дни хоккейных матчей 6793 зрителя. Является фарм-клубом команды НХЛ «Сент-Луис Блюз».

## История
В мае 2016 года, команда «Спрингфилд Фэлконс» переехала в Тусон, штат Аризона, после того как была продана «Аризоне Койотис», а команда АХЛ «Портленд Пайретс» была продана спрингфилдской компании, которая намеревалась перевезти франшизу в Спрингфилд, начиная с сезона 2016-17.
Новые владельцы — это консорциум местных бизнесменов, в том числе Пол Пикнелли, владелец «Спрингфилд Мэриотт» и член семьи, владеющей «Питер Пэн Бас Лайнс», а также несколько местных владельцев отелей. Команда из Спрингфилда пропустила лишь семь хоккейных чемпионатов АХЛ и предшествующих лиг с 1926 и ни разу не пропускала сезон с 1954 года.
«Тандербёрдс» унаследовали аффиляцию с «Флоридой Пантерз» от «Пайретс». «Пантерз» назначили своего помощника генерального менеджера Эрика Джойса генеральным менеджером «Спрингфилда» и назначили Джорди Киннира новым главным тренером. Кроме того, «Тандербёрдс» назначили Брюса Лэндона, многолетнего президента и генерального менеджера «Фэлконс» и «Индианс», в качестве консультанта. Вице-президентом по деловым операциям был назначен Нэйтан Коста, в прошлом один из исполнительных директоров в АХЛ. Новое название команды было анонсировано на пресс-конференции 15 июня 2016 года. Менеджмент команды рассказал, что название связано как с мифической Громовой Птицей, так и с наличием в регионе объектов Военно-воздушных сил США, таких как аэропорт «Барнс» и резервная база ВВС «Уэстовер».
Свою первую в истории игру «Тандербёрдс» провели 15 октября 2016 года, она завершилась поражением команды от «Лихай Вэлли Фантомс» со счётом 2-4. Первую шайбу в истории нового «Спрингфилда» забил Энтони Греко. 22 октября 2016 года состоялась первая домашняя игра в истории «Тандербёрдс». В ней команда из Спрингфилда обыграла «Сент-Джонс Айскэпс» в овертайме со счётом 5-4. Самый первый в истории гол на домашнем льду забил Драйден Хант, Маккензи Уигер забил победный гол, а все билеты на игру были проданы задолго до начала матча. Хотя в дебютном сезоне «Тандербёрдс» не смогли попасть в плей-офф, посещаемость их арены повысилась
с 3108 в среднем на играх «Фэлконс» до 4618 на матчах «Тандербёрдс», и на трёх играх чемпионата был аншлаг.
6 марта 2020 года «Спрингфилд Тандербёрдс» объявили о заключении пятилетнего соглашения о сотрудничестве с клубом НХЛ «Сент-Луис Блюз», начиная с сезона 2020-21.
Команды, которые базировались в Спрингфилде до «Тандербёрдс»:
- «Спрингфилд Индианс» (1926—1994)
- «Спрингфилд Фэлконс» (1994—2016)

## Статистика
Сокращения: И = сыгранные матчи в регулярном чемпионате, В = победы, П = поражения, ПО = поражения в овертаймах, ПБ = поражения по буллитам, Проц = процент набранных очков, ШЗ = забитые шайбы, ШП = пропущенные шайбы, Место = место, занятое в указанном дивизионе по итогам регулярного чемпионата, Плей-офф = результат выступления в плей-офф
| Сезон   | И                                               | В                                               | П                                               | ПО                                              | ПБ                                              | Очки                                            | Проц                                            | ШЗ                                              | ШП                                              | Место                                           | Плей-офф |
| 2016-17 | 76                                              | 32                                              | 33                                              | 9                                               | 2                                               | 75                                              | 49.3 %                                          | 197                                             | 206                                             | 6, Атлантический                                | не участвовали |
| 2017/18 | 76                                              | 32                                              | 37                                              | 5                                               | 2                                               | 71                                              | 46.7 %                                          | 210                                             | 233                                             | 7, Атлантический                                | не участвовали |
| 2018/19 | 76                                              | 33                                              | 29                                              | 9                                               | 5                                               | 80                                              | 52.6 %                                          | 250                                             | 241                                             | 7, Атлантический                                | не участвовали |
| 2019/20 | 61                                              | 31                                              | 27                                              | 3                                               | 0                                               | 65                                              | 53.3 %                                          | 190                                             | 186                                             | 5, Атлантический                                | Плей-офф не проводился (COVID) |
| 2020/21 | Не участвовали в сезоне из-за пандемии COVID-19 | Не участвовали в сезоне из-за пандемии COVID-19 | Не участвовали в сезоне из-за пандемии COVID-19 | Не участвовали в сезоне из-за пандемии COVID-19 | Не участвовали в сезоне из-за пандемии COVID-19 | Не участвовали в сезоне из-за пандемии COVID-19 | Не участвовали в сезоне из-за пандемии COVID-19 | Не участвовали в сезоне из-за пандемии COVID-19 | Не участвовали в сезоне из-за пандемии COVID-19 | Не участвовали в сезоне из-за пандемии COVID-19 | Плей-офф не проводился (COVID) |
| 2021/22 | 76                                              | 43                                              | 24                                              | 6                                               | 3                                               | 95                                              | 62.5 %                                          | 233                                             | 221                                             | 2, Атлантический                                | Победа в полуфинале дивизиона, 3-0 («Уилкс-Барре/Скрантон Пингвинз») Победа в финале дивизиона, 3-0 («Шарлотт Чекерс») Победа в финале конференции, 4-3 («Лаваль Рокет») Поражение в финале Кубка Колдера, 1-4 («Чикаго Вулвз») |
| 2022/23 | 72                                              | 38                                              | 26                                              | 3                                               | 5                                               | 84                                              | 58.3 %                                          | 230                                             | 211                                             | 4, Атлантический                                | Поражение в первом раунде, 0-2 («Хартфорд Вулф Пэк») |
| 2023/24 | 72                                              | 30                                              | 37                                              | 3                                               | 2                                               | 65                                              | 45.1 %                                          | 226                                             | 244                                             | 7, Атлантический                                | не участвовали |